# Luigi Sbano
Luigi Sbano (Foggia, 24 agosto 1899 – Foggia, 1º maggio 1955) è stato un avvocato, politico e giornalista italiano.

## Biografia
Luigi Gabriele Adolfo Ferdinando Sbano proviene da una famiglia nobile con titolo Marchionale molto influente di Foggia, consegue la laurea in economia e commercio e insegnò ragioneria presso l'istituto Giannone di Foggia. In seguito ottenne anche la laurea in giurisprudenza dopo aver conseguito la maturità classica ed esercitò la professione forense nella città natale.
Antifascista e leader locale del Partito Democratico del Lavoro, nel gennaio del 1944 fu nominato dal CLN sindaco di Foggia. La sua amministrazione durò fino al gennaio 1946. Sbano da sindaco si adoperò per alleviare le sofferenze della popolazione provocate dai bombardamenti americani, e per avviare la ricostruzione. Propugnò la creazione di una società a capitale misto pubblico-privato, "Ricostruzione di Foggia", volta a finanziare i lavori di ricostruzione, ma il progetto, contestato dagli altri partiti, non andò in porto. Per sollecitare l'interesse del governo nazionale per la gravità della situazione scrisse la memoria La tragedia di Foggia, che consegnò al ministro Meuccio Ruini in occasione della sua visita del gennaio 1945.
Fu direttore del giornale Ricostruzione Dauna dal 1944 al 1946.
Sempre dal 1944 al 1946 fu membro della Consulta nazionale.
Appassionato di calcio, dal 1936 al 1939 fu presidente dell'Unione Sportiva Foggia.